# John Derek
Pour les articles homonymes, voir Derek.
John Derek, né Derek Delevan Harris le 12 août 1926 à Hollywood et mort le 22 mai 1998 à Santa Maria (Californie), est un acteur, réalisateur et photographe américain.

## Biographie
Dereck Delevan Harris est le fils de l'acteur et réalisateur William Lawson Harris (en) (1897-1948) et de l'actrice Dolores Johnson (1900-1971). 
En 1949, son physique avantageux lui permet de décrocher un rôle de jeune premier qui sert de faire-valoir à Humphrey Bogart dans Les Ruelles du malheur de Nicholas Ray. Sa performance d'acteur la plus mémorable est sans doute son interprétation du personnage de Josué dans le film Les Dix Commandements (1956) de Cecil B. DeMille.
Également réalisateur, il fait tourner sa dernière épouse, Bo Derek, dans plusieurs de ses films.
En tant que photographe, il s'illustre plus particulièrement en prenant des photos de ses trois dernières épouses pour le magazine Playboy.

### Vie privée
John Derek fut marié successivement à :
- de 1948 à 1956 : Pati Behrs (deux enfants)
- de 1957 à 1966 : Ursula Andress
- de 1968 à 1974 : Linda Evans
- de 1976 à 1998 : Bo Derek.

## Filmographie

### Acteur
- 1943 : The Nest (Court-métrage) : un petit ami
- 1944 : Depuis ton départ (Since You Went Away) de John Cromwell : figuration
- 1944 : Étranges Vacances (I'll be seeing you) de William Dieterle : le lieutenant Bruce
- 1947 : A Double Life de George Cukor : le sténographe de la police
- 1949 : Les Ruelles du malheur (Knock on Any Door) de Nicholas Ray : Nick Romano
- 1949 : Les Fous du roi (All the King's Men) de Robert Rossen : Tom Stark
- 1950 : La Revanche des gueux (Rogues of Sherwood Forest) de Gordon Douglas : Robin
- 1951 : L'Épée de Monte Cristo (Mask of the Avenger) de Phil Karlson : le capitaine Renato Dimorna
- 1951 : Saturday's Hero de David Miller : Steve Novak
- 1951 : The Family Secret (en) de Henry Levin : David Clark
- 1952 : L'Inexorable Enquête (Scandal Sheet) de Phil Karlson : Steve McCleary
- 1952 : Les Diables de l'Oklahoma (Thunderbirds) de John H. Auer : le lieutenant Gil Hackett
- 1953 : La Dernière Chevauchée (The Last Posse) d'Alfred L. Werker : Jed Clayton
- 1953 : Le Roi pirate (Prince of Pirates) de Sidney Salkow : le prince Roland
- 1953 : Ambush at Tomahawk Gap (en) de Fred F. Sears : Kid
- 1953 : Mission over Korea (en) de Fred F. Sears : le lieutenant Pete Barker
- 1953 : La Mer des bateaux perdus (Sea of Lost Ships) de Joseph Kane : G.R. « Grad » Matthews
- 1954 : Les Proscrits du Colorado (The Outcast) de William Witney : Jet Cosgrave
- 1954 : Les Aventures de Hajji Baba (The Adventures of Hajji Baba) de Don Weis : Hajji Baba
- 1955 : Le Prince des acteurs (Prince of Players) de Philip Dunne : John Wilkes Booth
- 1955 : An Annapolis Story de Don Siegel : Anthony J. « Tony » Scott
- 1955 : À l'ombre des potences (Run for Cover) de Nicholas Ray : Davey Bishop
- 1956 : The Leather Saint (en) d'Alvin Galzer : le père Gil Allen
- 1956 : Les Dix Commandements (The Ten Commandments) de Cecil B. DeMille : Josué
- 1957 : Fury at Showdown (en) de Gerd Oswald : Brock Mitchell
- 1957 : Le Trottoir (en) (The Flesh Is Weak) de Don Chaffey : Tony Giani
- 1957 : Les Amours d'Omar Khayyam (Omar Khayyam) de William Dieterle : le prince Malik jeune
- 1957 : La Belle et le Corsaire (Il corsaro della mezza luna) de Giuseppe Maria Scotese : Nadir El Krim / Paul de Vellenera
- 1958 : High Hell (en) de Burt Balaban : Craig Rhodes
- 1959 : Les Bateliers de la Volga (I battellieri del Volga) de Victor Tourjansky : Alexej Orloff
- 1960 : Exodus de Otto Preminger : Taha
- 1965 : Tendre Garce (Nightmare in the Sun) de John Derek : Hitchhiker
- 1966 : Une fois avant de mourir (Once Before I Die) de John Derek : Bailey

### Télévision
- 1953 et 1956 : The Ford Television Theatre (en) (série télévisée) : Allan Malone / Jim Hawk
- 1956 : Playhouse 90 (série télévisée) : le lieutenant Norman Tucker
- 1956 : Massacre à Sand Creek (téléfilm) : le lieutenant Norman Tucker
- 1957 et 1961 : Zane Grey Theater (en) (série télévisée) : Andy Todd / Chet Loring
- 1961-1962 : Frontier Circus (en) (série télévisée) : Ben Travis
- 1990 : Flair (en) (série télévisée) : un barman du pub no 2
- 1994 : Janus (en) (série télévisée) : un entraîneur

### Réalisateur
- 1965 : Tendre Garce (Nightmare in the Sun)
- 1966 : Une fois avant de mourir
- 1981 : Tarzan, l'homme singe
- 1984 : Bolero